# キタキマユ
キタキ マユ（1982年〈昭和57年〉8月24日 - ）は、日本の女優・歌手。2002年からホリプロに在籍し、2014年にアプレへ移籍する。茨城県鹿嶋市出身で血液型はA型。

## 来歴・人物
- 幼少期から子役として劇団ひまわりに所属し、CMやドラマに多数出演していた。
- 2000年に歌手「キタキ・マユ」（当時はアーティスト名義に中黒付記）としてソニー・ミュージックから『PLANET'S TEARS / 太陽を夢見て』でソロデビューする。
- 2ndシングル『FLOWER / All My Love』から、アーティスト名義を中黒のない「キタキマユ」に変更する。
- 2001年にドラマ『カバチタレ!』主題歌となった3rdシングル『ドゥー・ユー・リメンバー・ミー』が、ロングヒットしてオリコン最高14位となる。
- 2003年、大崎章監督デビュー作品・映画「キャッチボール屋」で、大森南朋のヒロインを務め、以降は女優として映画・CM等で活動している。
- 過去にタワーレコードのフリーペーパー『bounce』で「寿司占い」を連載した。
- 2006年にはテレビ東京の音楽番組『音遊人（みゅーじん）』で内藤剛志と司会を担当する。
- 現在は音楽で活動せず、おもに映画、テレビドラマ、舞台などに出演する。
- 2010年にブロードウェイミュージカル『RENT (JAPAN)』へ出演してエリカ・シュミットにモーリーン役に抜擢されて以降、舞台でも活動する。
- 2022年5月26日、第1子となる男児を出産。

## ディスコグラフィ

### シングル
- 『PLANET'S TEARS / 太陽を夢見て』（2000年2月19日、ソニー・ミュージックエンタテインメント）沖野修也（Kyoto Jazz Massive）
- 『FLOWER / All My Love』（2000年11月22日、ソニー・ミュージックエンタテインメント）渡辺善太郎/AKAKAGE
- 『ドゥー・ユー・リメンバー・ミー』（2001年2月15日、ソニー・ミュージックエンタテインメント） - 岡崎友紀のカヴァー。ドラマ『カバチタレ!』主題歌。オリコン最高15位。明石昌夫
- 『ラブアンドピース / ユー・メイ・ドリーム』（2001年5月23日、ソニー・ミュージックエンタテインメント）深沼元昭／AKAKAGE
- 『ナカナイデ / あなただけ I LOVE YOU』（2001年10月24日、ソニー・ミュージックエンタテインメント）石井マサユキ (Tica)／大瀧詠一 作曲、須藤薫カバー曲。曽我部恵一（サニーデイサービス）
- 『ラタタ / スロウレイン』（2002年6月19日、ソニー・ミュージックエンタテインメント）黒羽康司（Kyoto Jazz Massive）／『スロウレイン』はテレビ東京『コイブミ』挿入歌となった。

### アルバム
- 1stアルバム『トリコロル』（2001年12月5日、ソニー・ミュージックエンタテインメント）

producer:柏原伸彦、石井マサユキ (Tica)、黒羽康司 (Kyoto Jazz Massive)、田島貴男 (ORIGINAL LOVE)、深沼元昭（プレイグス/Mellow Head）、曽我部恵一（サニーデイサービス）、吉澤はじめ (Kyoto Jazz Massive)、AKAKAGE、渡辺善太郎、明石昌夫

### 参加作品
- トーテムロック『TOTEM ROCK ep』（2003年9月18日、ナチュラル・ファウンデーション）

※かせきさいだぁと木暮晋也によるユニット
※リマスタリング再発『TOTEM ROCK ep+』（2013年2月6日、SPACE SHOWER MUSIC）
Track02「STAY TUNE feat.キタキマユ」にVo、口笛で参加

## 出演

### テレビ
- FACTORY（2000年、フジテレビ）
- GIRL POP FACTORY（2001、フジテレビ）
- コイブミ（2002年、テレビ東京）
- 空想深夜番組 どエンゼル（2004年、読売テレビ）
- 空想深夜番組 どエンゼル2（2005年、読売テレビ）
- 音遊人（2006年、テレビ東京）
- 日めくりタイムトラベル（2007年、NHK-BS2）
- デジタルスタジアム -丹下紘希セレクション-（2009年、NHK-BS2）

### テレビドラマ
- HOTEL シーズン3 第22話（1994年、TBS） - 島田薫 役 ※木滝麻由美名義
- RUNNER'S HIGH 第2話（2004年5月17日、フジテレビ）
- スローダンス 第3 - 4話、最終話（2005年7月18日、25日、9月12日、フジテレビ） - 歩美の後輩客室乗務員 役
- きみの知らないところで世界は動く（2006年1月2日、NHK総合） - 杉浦みどり 役
- 劇団演技者。第16回公演作「ナーバスな虫々」（2006年2月15日 - 3月20日、フジテレビ） - 茂呂芽衣子 役
- サンシャイン デイズ（2007年8月26日 - 12月9日、テレビ神奈川） - ANZU 役
- わたしが子どもだったころスペシャル「指揮者 小澤征爾」（2009年6月3日、NHK-BShi） - 小澤さくら（再現ドラマ部分）役
- 私が恋愛できない理由 第1話（2011年10月17日、フジテレビ）
- 居酒屋ぼったくり 第10話（2018年6月16日、BS12 トゥエルビ） - ケンの妻 役[1]
- 湊かなえ ポイズンドーター・ホーリーマザー 最終話（2019年8月10日、WOWOW）[2]
- ざんねんないきもの事典 第4話「ラッコ」（2020年10月28日、テレビ東京） - 森山美音の母 役[3]
- 夫のちんぽが入らない 第2話（2021年1月18日、FOD・Netflix）[4]
- TOKYO VICE 第5話（2022年4月、HBO Max・WOWOW） - スギタの妻 役[5]
- リトライ、青春!（2024年8月25日、TOKYO MX）[6]
- 水平線のうた（2025年3月1日・8日、NHK総合・NHK BSプレミアム4K） - 小林雪乃 役[7]

### 映画
- いぬのえいが 「ねぇマリモ」（2005年3月19日公開、ザナドゥー、真田敦監督） - マリモをくれるお姉さん 役
- キャッチボール屋（2005年10月21日公開、ビターズ・エンド、大崎章監督） - OL 役
- ゆれる（2006年7月8日公開、シネカノン、西川美和監督） - カメラマンのアシスタント 役
- 笑う大天使（2006年7月15日公開、アルバトロスフィルム、小田一生監督） - 白薔薇の君 役
- パビリオン山椒魚（2006年9月16日公開、東京テアトル / スタイルジャム、富永昌敬監督） - 二宮日々子 役
- 遠くの空に消えた（2007年8月18日公開、GAGA、行定勲監督） - 先輩客室乗務員・ユリ 役
- サンシャイン デイズ 劇場版（2008年5月31日公開、ゼアリズエンタープライズ、喜多一郎監督） - ANZU 役
- ウルトラミラクルラブストーリー（2009年6月6日公開、リトルモア、横浜聡子監督） - 薫先生 役
- BANDAGE（2010年1月16日公開、東宝、小林武史監督）
- 時をかける少女（2010年3月13日公開、スタイルジャム、谷口正晃監督） - 市瀬ナツコ 役
- うさぎドロップ（2011年8月20日公開、ショウゲート、SABU監督） - 吉井正子 役
- アフロ田中（2012年2月18日公開、ショウゲート、松居大悟監督）
- 天心（2013年11月16日公開、マジックアワー、松村克弥監督） - 菱田千代 役
- 花蓮〜かれん〜（2014年11月22日公開、Candidisland、五藤利弘監督） - カレン 役[8]
- サクラ花 桜花最期の特攻（2015年11月4日公開、映画センター全国連絡会議、松村克弥監督）
- 傷だらけの悪魔（2017年2月4日公開、KADOKAWA、山岸聖太監督） - 長谷川里香 役[9]
- 彼女の人生は間違いじゃない（2017年7月15日公開、GAGA、廣木隆一監督）[10]
- オータムリーフ（离秋 / Autumn Leaves）（2019年製作・2021年6月18日中国公開、中国作品、汪崎監督）
- 蜜蜂と遠雷（2019年10月4日公開、東宝、石川慶監督） - 栄伝亜夜の母親 役[11]
- Daughters（2020年9月18日公開、イオンエンターテイメント、津田肇監督） - 彩乃の上司・北川 役[12][13]
- ファーストラヴ（2021年2月11日公開、KADOKAWA、堤幸彦監督） - 真壁我聞の母親 役[14]

### テレビアニメ
- へうげもの（2011年、NHK BSプレミアム） - お市 役

### 舞台
- RENT（2010年、東宝ミュージカル） - モーリーン 役
- カルテット!（2012年、アトリエ・ダンカンプロデュースミュージカル） - 美咲 役

### ラジオ
- 月極ラジオ（2004年、MBSラジオ）
- 青春アドベンチャー「ヤッさん」（2010年5月3日 - 14日、NHK-FM）[15]

### ネットムービー
- 時をかける少女 スピンオフムービー「光の惑星」（2010年） - ハル 役
- ロイヤルコペンハーゲン ショートムービー「約束の朝」（2018年、高嶋太士監督）  - 妻 役
- ココネット ショートムービー「ハーティストストーリー」1話・2話（2020年、池田千尋監督） - 福本春菜 役

### CM
- 花王「ロリエ」（2002年 - 2005年）
- 松下電器「vivi」（2005年）
- アサヒビール「スーパードライ」（2008年）
- アサヒ＆カゴメ「トマーテ」（2009年）
- P&G「h&s」（2008年 - 2010年）
- 大日本除虫菊 蚊取り線香『金鳥の渦巻 75cmの秘密』篇 （2012年）
- ファミリーイナダ デザインマッサージチェア「FAMILY CALACO」（2013年）
- NTT「NTT西日本」企業CM『フットサル編』（2016年）
- 江崎グリコ「ビスコ」webムービー『ウーマンビスコ』（2016年）
- ジャパンゲートウェイ「アクネスラボ」『絵の具』編（2016年）
- Google「Google Home Mini」『子供の意外な質問』 （2016年）
- スバル「レヴォーグ」『人生を走ろう！』（2017年）
- ジャパネット （2017年） - 川口春奈の姉 役
- P&G「レノアリセット」『毛玉やヨレにレノアリセット篇』（2020年）
- ベネッセ「こどもちゃれんじ」『はなちゃんおせわセット篇』（2020年）
- 花王「クリアクリーンNEXDENT」『すすいでも残る篇』（2021年）
- STUDYing「スタディング」『税理士篇』（2021年）